# Kamień runiczny z Badelundy

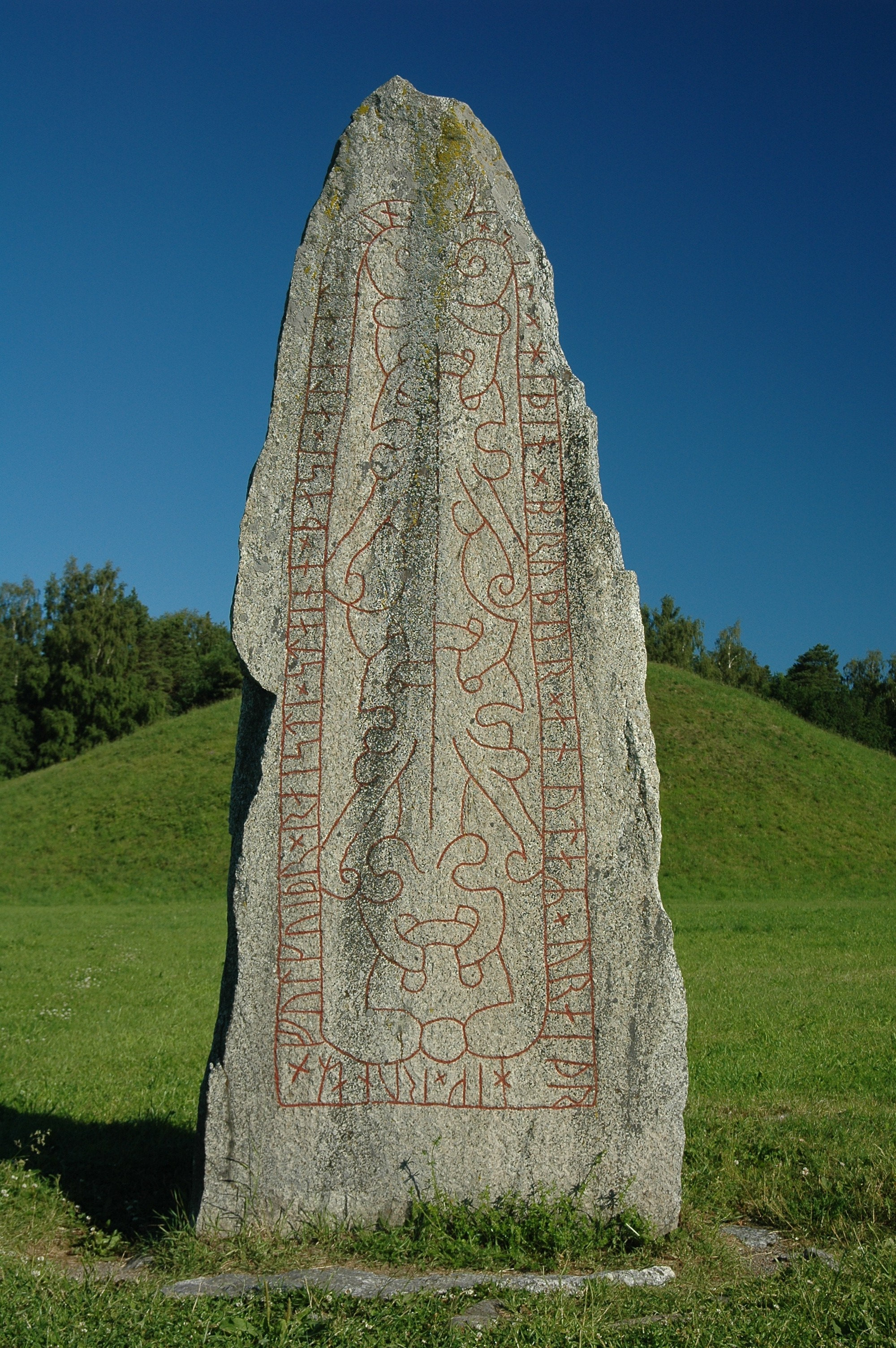
Kamień runiczny z Badelundy

Kamień runiczny z Badelundy (Vs 13) – kamień runiczny znajdujący się w Badelundzie koło Västerås w szwedzkiej prowincji Västmanland.
Granitowy głaz ma 3,2 m wysokości. Datowany jest na pierwszą połowę XI wieku. Stoi u podnóża kurhanu Anundshög, na terenie dawnego pola tingowego. W pobliżu znajdują się także 2 większe i 3 mniejsze kręgi megalityczne, ułożone na kształt łodzi. Kamieniowi towarzyszy rząd 14 mniejszych głazów, odkrytych podczas przeprowadzonych w latach 1960–1961 prac archeologicznych. Tuż obok przebiega dawna droga królewska, tzw. „droga Eryka” (Eriksgata), którą królowie szwedzcy po koronacji udawali się na pole tingowe, by wziąć udział w spotkaniu z ludem.
Na powierzchni kamienia wyryty jest napis runiczny, biegnący wokół zagadkowego rysunku, którego interpretacja jest problematyczna. Treść inskrypcji głosi:
× fulkuiþr × raisti × staina × þasi × ala × at × sun ×× sin × hiþin × bruþur × anutaR × uraiþr hik × runaR
co znaczy:
Folkvidh wzniósł wszystkie te kamienie dla swego syna Hedhena, brata Anunda; Vredh wyrył te runy.